# Leandro Lázzaro
Leandro Hernán Lázzaro Liuni ou Leandro Lázzaro (Buenos Aires, 8 de março de 1974) é um futebolista argentino que atua no Club Atlético Tigre. Passou também pelo futebol italiano.